# Unicodeblock Mahajani
Der Unicodeblock Mahajani (U+11150 bis U+1117F) enthält die Zeichen der Mahajani-Schrift, einer Handelsschrift aus dem Norden Indiens.

## Liste
| Unicodenummer   | Zeichen (400 %) | Kategorie                               | Bidirektionale Klasse       | Offizielle Bezeichnung     | Beschreibung               |
| --------------- | --------------- | --------------------------------------- | --------------------------- | -------------------------- | -------------------------- |
| U+11150 (69968) | 𑅐               | anderer Buchstabe, Silbe oder Ideogramm | links nach rechts           | MAHAJANI LETTER A          | Mahajani-Buchstabe A       |
| U+11151 (69969) | 𑅑               | anderer Buchstabe, Silbe oder Ideogramm | links nach rechts           | MAHAJANI LETTER I          | Mahajani-Buchstabe I       |
| U+11152 (69970) | 𑅒               | anderer Buchstabe, Silbe oder Ideogramm | links nach rechts           | MAHAJANI LETTER U          | Mahajani-Buchstabe U       |
| U+11153 (69971) | 𑅓               | anderer Buchstabe, Silbe oder Ideogramm | links nach rechts           | MAHAJANI LETTER E          | Mahajani-Buchstabe E       |
| U+11154 (69972) | 𑅔               | anderer Buchstabe, Silbe oder Ideogramm | links nach rechts           | MAHAJANI LETTER O          | Mahajani-Buchstabe O       |
| U+11155 (69973) | 𑅕               | anderer Buchstabe, Silbe oder Ideogramm | links nach rechts           | MAHAJANI LETTER KA         | Mahajani-Buchstabe Ka      |
| U+11156 (69974) | 𑅖               | anderer Buchstabe, Silbe oder Ideogramm | links nach rechts           | MAHAJANI LETTER KHA        | Mahajani-Buchstabe Kha     |
| U+11157 (69975) | 𑅗               | anderer Buchstabe, Silbe oder Ideogramm | links nach rechts           | MAHAJANI LETTER GA         | Mahajani-Buchstabe Ga      |
| U+11158 (69976) | 𑅘               | anderer Buchstabe, Silbe oder Ideogramm | links nach rechts           | MAHAJANI LETTER GHA        | Mahajani-Buchstabe Gha     |
| U+11159 (69977) | 𑅙               | anderer Buchstabe, Silbe oder Ideogramm | links nach rechts           | MAHAJANI LETTER CA         | Mahajani-Buchstabe Ca      |
| U+1115A (69978) | 𑅚               | anderer Buchstabe, Silbe oder Ideogramm | links nach rechts           | MAHAJANI LETTER CHA        | Mahajani-Buchstabe Cha     |
| U+1115B (69979) | 𑅛               | anderer Buchstabe, Silbe oder Ideogramm | links nach rechts           | MAHAJANI LETTER JA         | Mahajani-Buchstabe Ja      |
| U+1115C (69980) | 𑅜               | anderer Buchstabe, Silbe oder Ideogramm | links nach rechts           | MAHAJANI LETTER JHA        | Mahajani-Buchstabe Jha     |
| U+1115D (69981) | 𑅝               | anderer Buchstabe, Silbe oder Ideogramm | links nach rechts           | MAHAJANI LETTER NYA        | Mahajani-Buchstabe Nya     |
| U+1115E (69982) | 𑅞               | anderer Buchstabe, Silbe oder Ideogramm | links nach rechts           | MAHAJANI LETTER TTA        | Mahajani-Buchstabe Tta     |
| U+1115F (69983) | 𑅟               | anderer Buchstabe, Silbe oder Ideogramm | links nach rechts           | MAHAJANI LETTER TTHA       | Mahajani-Buchstabe Ttha    |
| U+11160 (69984) | 𑅠               | anderer Buchstabe, Silbe oder Ideogramm | links nach rechts           | MAHAJANI LETTER DDA        | Mahajani-Buchstabe Dda     |
| U+11161 (69985) | 𑅡               | anderer Buchstabe, Silbe oder Ideogramm | links nach rechts           | MAHAJANI LETTER DDHA       | Mahajani-Buchstabe Ddha    |
| U+11162 (69986) | 𑅢               | anderer Buchstabe, Silbe oder Ideogramm | links nach rechts           | MAHAJANI LETTER NNA        | Mahajani-Buchstabe Nna     |
| U+11163 (69987) | 𑅣               | anderer Buchstabe, Silbe oder Ideogramm | links nach rechts           | MAHAJANI LETTER TA         | Mahajani-Buchstabe Ta      |
| U+11164 (69988) | 𑅤               | anderer Buchstabe, Silbe oder Ideogramm | links nach rechts           | MAHAJANI LETTER THA        | Mahajani-Buchstabe Tha     |
| U+11165 (69989) | 𑅥               | anderer Buchstabe, Silbe oder Ideogramm | links nach rechts           | MAHAJANI LETTER DA         | Mahajani-Buchstabe Da      |
| U+11166 (69990) | 𑅦               | anderer Buchstabe, Silbe oder Ideogramm | links nach rechts           | MAHAJANI LETTER DHA        | Mahajani-Buchstabe Dha     |
| U+11167 (69991) | 𑅧               | anderer Buchstabe, Silbe oder Ideogramm | links nach rechts           | MAHAJANI LETTER NA         | Mahajani-Buchstabe Na      |
| U+11168 (69992) | 𑅨               | anderer Buchstabe, Silbe oder Ideogramm | links nach rechts           | MAHAJANI LETTER PA         | Mahajani-Buchstabe Pa      |
| U+11169 (69993) | 𑅩               | anderer Buchstabe, Silbe oder Ideogramm | links nach rechts           | MAHAJANI LETTER PHA        | Mahajani-Buchstabe Pha     |
| U+1116A (69994) | 𑅪               | anderer Buchstabe, Silbe oder Ideogramm | links nach rechts           | MAHAJANI LETTER BA         | Mahajani-Buchstabe Ba      |
| U+1116B (69995) | 𑅫               | anderer Buchstabe, Silbe oder Ideogramm | links nach rechts           | MAHAJANI LETTER BHA        | Mahajani-Buchstabe Bha     |
| U+1116C (69996) | 𑅬               | anderer Buchstabe, Silbe oder Ideogramm | links nach rechts           | MAHAJANI LETTER MA         | Mahajani-Buchstabe Ma      |
| U+1116D (69997) | 𑅭               | anderer Buchstabe, Silbe oder Ideogramm | links nach rechts           | MAHAJANI LETTER RA         | Mahajani-Buchstabe Ra      |
| U+1116E (69998) | 𑅮               | anderer Buchstabe, Silbe oder Ideogramm | links nach rechts           | MAHAJANI LETTER LA         | Mahajani-Buchstabe La      |
| U+1116F (69999) | 𑅯               | anderer Buchstabe, Silbe oder Ideogramm | links nach rechts           | MAHAJANI LETTER VA         | Mahajani-Buchstabe Va      |
| U+11170 (70000) | 𑅰               | anderer Buchstabe, Silbe oder Ideogramm | links nach rechts           | MAHAJANI LETTER SA         | Mahajani-Buchstabe Sa      |
| U+11171 (70001) | 𑅱               | anderer Buchstabe, Silbe oder Ideogramm | links nach rechts           | MAHAJANI LETTER HA         | Mahajani-Buchstabe Ha      |
| U+11172 (70002) | 𑅲               | anderer Buchstabe, Silbe oder Ideogramm | links nach rechts           | MAHAJANI LETTER RRA        | Mahajani-Buchstabe Rra     |
| U+11173 (70003) | 𑅳                | Markierung ohne Extrabreite             | Markierung ohne Extrabreite | MAHAJANI SIGN NUKTA        | Mahajani-Zeichen Nukta     |
| U+11174 (70004) | 𑅴               | andere Interpunktion                    | links nach rechts           | MAHAJANI ABBREVIATION SIGN | Mahajani-Abkürzungszeichen |
| U+11175 (70005) | 𑅵               | andere Interpunktion                    | links nach rechts           | MAHAJANI SECTION MARK      | Mahajani-Abschnittskennung |
| U+11176 (70006) | 𑅶               | anderer Buchstabe, Silbe oder Ideogramm | links nach rechts           | MAHAJANI LIGATURE SHRI     | Mahajani-Ligatur Shri      |